# Tommy Fury
Thomas Michael Fury (Mánchester, Inglaterra, 7 de mayo de 1999) es una personalidad televisiva, autor y boxeador profesional británico. En el año 2019, se incorporó como participante en el  programa de televisión Love Island , terminando él junto a su ex-pareja en el segundo lugar dentro de la competición. Es el hermano menor  del también boxeador Tyson Fury .

## Carrera Profesional

#### Primeros Años
El 22 de diciembre de 2018, Fury hizo su debut en el boxeo profesional, derrotando al lituano Jevgenijs Andrejevs en Mánchester, logrando una victoria por puntos en cuatro asaltos (40-36).  En su segunda pelea el 23 de marzo de 2019 en Leicester, Fury derrotó a su compatriota Callum Ide por nocaut en la primera ronda. 
El 5 de junio de 2021, Fury derrotó a Jordan Grant (2-0) por decisión de puntos (40-36).  El 29 de agosto, Fury peleó contra el artista marcial mixto Anthony Taylor (0-1) dentro de la misma velada en al que se enfrentaron Jake Paul contra Tyron Woodley, obteniendo la victoria por decisión unánime con 40-36 en las tarjetas de los tres jueces. 

#### Fury contra Paul
Después de derrotar a Taylor, se anunció que se enfrentaría a Jake Paul y encabezando una velada de boxeo a disputarse el 18 de diciembre del 2021 en el Amalie Arena en Tampa, Florida.  Sin embargo, el 6 de diciembre, Fury se retiró por motivos de salud. 
El evento luego fue reprogramado para el 2 de agosto de 2022  con el Madison Square Garden en la ciudad de Nueva York como plaza para el combate. Sin embargo, Fury tuvo que nuevamente retirarse de la contienda debido a que se le negó la entrada a los EE. UU.
Después de este episodio, Fury regresó al ring participando de la velada que contó como evento principal el combate en el que su hermano Tyson Fury disputó el título del Consejo Mundial de Boxeo contra Dillian Whyte el 23 de abril de 2022 en el estadio de Wembley en Londres. 
En esta ocasión, Thomas Fury derrotó al polaco Daniel Bocianski (10-1) por decisión del jurado. Después de esta victoria, Fury convocó nuevamente a Jake Paul para pautar una nueva fecha para su enfrentamiento . 
El combate finalmente tuvo lugar en febrero de 2023 en Diriyah, Arabia Saudita .  Allí, Fury derrotó a Paul por decisión dividida del jurado : Un juez le dio la victoria a Paul (75-74), mientras que los otros dos jueces le dieron la victoria a Fury (76-73).  